# Leucostrophus commasiae
Leucostrophus commasiae är en fjärilsart som beskrevs av Walker 1856. Leucostrophus commasiae ingår i släktet Leucostrophus och familjen svärmare. Inga underarter finns listade i Catalogue of Life.